# ジャック・カスト
ジョン・ジョゼフ・カスト3世（John Joseph Cust III, 1979年1月16日 - ）は、アメリカ合衆国ニュージャージー州フレミントン出身の元プロ野球選手（外野手、指名打者）。
オークランド・アスレチックス所属当時の2008年に日本で行われたレッドソックスとの開幕シリーズでは「クスト」という表記になっていた。

## 経歴
1997年にアリゾナ・ダイヤモンドバックスからMLBドラフト1巡目（全体の30番目）の指名を受け入団し、ルーキーリーグで出塁率.447の成績を残す。
2001年メジャーデビューを果たすが、3試合の出場にとどまった。2002年1月7日、マイク・マイヤーズ投手とのトレードで、JD・クロッサー捕手と共にコロラド・ロッキーズへ移籍。
2003年3月21日にクリス・リチャードとのトレードでボルチモア・オリオールズへ移籍した。
2004年10月15日にFAとなり、11月15日にオークランド・アスレチックスとマイナー契約を結んだ。
2005年10月15日にFAとなり、12月9日にサンディエゴ・パドレスとマイナー契約を結んだ。
2007年5月3日にパドレスのマイナーリーグで燻っていたところをアスレチックスのビリー・ビーンGMにただ同然で再び拾われた。故障者リスト入りしていたマイク・ピアッツァに代わり指名打者として出場させたところ、10試合7本塁打の活躍でメジャーに定着した。打率は低く（特に左投手に対して低い）、三振は極端に多いが、四球、本塁打が多く、出塁率、OPSともに高い。2007年の四球105はデビッド・オルティーズの111に次いでリーグ2位で、出塁率.408はリーグ7位の成績である。
2008年は148試合の出場で打率.231、33本塁打、OPS.851の成績を残す。1本塁打あたりの所要打数はカルロス・クエンティンとジェイソン・ジアンビに次ぐリーグ3位の14.6打数を記録した他、リーグ最多の111四球を記録した一方でリーグ新記録の197三振も記録した。
2009年は149試合の出場で打率.240、25本塁打、OPS.773の成績を残し、3年連続でリーグ最多三振を記録。12月12日にFAとなった。
2010年1月7日にアスレチックスと再契約した。開幕からエリック・チャベスが指名打者として起用されたため40人枠から外れる。5月中旬にメジャーに復帰し、112試合の出場で打率.272、13本塁打、OPS.834の成績を残す。オフには翌年の契約を提示されず、12月2日にノンテンダーFAとなり、12月8日にシアトル・マリナーズと1年契約を結ぶ。
2011年は7月まで67試合の出場で打率.213、3本塁打、OPS.673と低迷し、8月4日に解雇。12日にフィラデルフィア・フィリーズとマイナー契約を結ぶが20日に解雇される。
2012年1月18日にヒューストン・アストロズと60万ドルの1年契約（2013年のオプション付き）でマイナー契約を結んだが、すぐさま3月27日に解雇された。3月28日にニューヨーク・ヤンキースとマイナー契約を結んだ。8月1日に放出され、8月4日にトロント・ブルージェイズとマイナー契約を結んだ。11月3日にFAとなった。
2013年2月16日にタンパベイ・レイズとマイナー契約を結んだが、3月23日に放出された。
2014年2月5日に古巣・オリオールズとマイナー契約を結んだが、3月21日に放出された。

## 選手としての特徴

### 薬物疑惑
2007年12月13日に発表されたミッチェル報告書によると、2003年シーズン序盤にオリオールズ傘下AAA級オタワでプレーしていた時、ラリー・ビグビーとカストはロッカーが隣同士だった。カストはビグビーに今までアナボリックステロイドを試した経験があるか尋ねた。ビグビーはステロイドを所持していると認め、カストは自分もステロイドを試した経験があると話した。カストは欲しい薬物は何でも調達出来ると言ったが、ビグビーは既に提供してくれる友人がいると伝えた。この主張についての情報を提供し、応答の機会を与えるためにジョージ・J・ミッチェルが面会を要求したが、カストはこれを拒否した。
2008年1月26日のサンフランシスコ・クロニクル紙のインタビューでは、ビグビーとそのような会話をした覚えは全く無いし、ロッカーもビグビーの隣では無かったと証言内容を完全否定した。

## 詳細情報

### 年度別打撃成績
| 年 度     | 球 団     | 試 合 | 打 席 | 打 数 | 得 点 | 安 打 | 二 塁 打 | 三 塁 打 | 本 塁 打 | 塁 打 | 打 点 | 盗 塁 | 盗 塁 死 | 犠 打 | 犠 飛 | 四 球 | 敬 遠 | 死 球 | 三 振 | 併 殺 打 | 打 率 | 出 塁 率 | 長 打 率 | O P S |
| --------- | --------- | ----- | ----- | ----- | ----- | ----- | -------- | -------- | -------- | ----- | ----- | ----- | -------- | ----- | ----- | ----- | ----- | ----- | ----- | -------- | ----- | -------- | -------- | ----- |
| 2001      | ARI       | 3     | 3     | 2     | 0     | 1     | 0        | 0        | 1        | 0     | 0     | 0     | 0        | 0     | 0     | 1     | 0     | 0     | 0     | 0        | .500  | .667     | .500     | 1.167 |
| 2002      | COL       | 35    | 78    | 65    | 8     | 11    | 2        | 0        | 1        | 16    | 8     | 0     | 1        | 0     | 1     | 12    | 0     | 0     | 32    | 3        | .169  | .295     | .246     | .541  |
| 2003      | BAL       | 27    | 84    | 73    | 7     | 19    | 7        | 0        | 4        | 38    | 11    | 0     | 0        | 0     | 0     | 10    | 0     | 1     | 25    | 0        | .260  | .357     | .521     | .878  |
| 2004      | BAL       | 1     | 1     | 1     | 0     | 0     | 0        | 0        | 0        | 0     | 0     | 0     | 0        | 0     | 0     | 0     | 0     | 0     | 1     | 0        | .000  | .000     | .000     | .000  |
| 2006      | SD        | 4     | 3     | 3     | 1     | 1     | 0        | 0        | 0        | 1     | 0     | 0     | 0        | 0     | 0     | 0     | 0     | 0     | 1     | 0        | .333  | .333     | .333     | .667  |
| 2007      | OAK       | 124   | 507   | 395   | 61    | 101   | 18       | 1        | 26       | 199   | 82    | 0     | 2        | 0     | 6     | 105   | 2     | 1     | 164   | 6        | .256  | .408     | .504     | .912  |
| 2008      | OAK       | 148   | 598   | 481   | 77    | 111   | 19       | 0        | 33       | 229   | 77    | 0     | 0        | 0     | 4     | 111   | 3     | 2     | 197   | 7        | .231  | .375     | .476     | .851  |
| 2009      | OAK       | 149   | 612   | 513   | 88    | 123   | 16       | 0        | 25       | 214   | 70    | 4     | 1        | 0     | 4     | 93    | 5     | 2     | 185   | 7        | .240  | .356     | .417     | .773  |
| 2010      | OAK       | 112   | 425   | 349   | 50    | 95    | 19       | 0        | 13       | 153   | 52    | 2     | 2        | 0     | 3     | 68    | 0     | 5     | 127   | 6        | .272  | .395     | .438     | .834  |
| 2011      | SEA       | 67    | 270   | 225   | 19    | 48    | 15       | 1        | 3        | 74    | 23    | 0     | 0        | 0     | 0     | 44    | 2     | 1     | 87    | 3        | .213  | .344     | .329     | .673  |
| MLB：10年 | MLB：10年 | 670   | 2581  | 2107  | 311   | 510   | 96       | 2        | 105      | 925   | 323   | 6     | 6        | 0     | 18    | 444   | 12    | 12    | 819   | 32       | .242  | .374     | .439     | .813  |

- 各年度の太字はリーグ最高